# ناصر بن أحمد البحراني
السيّد ناصر بن أحمد بن عبد الصمد الموسوي البحراني (1844 - 2 يوليو 1913) (1260 - 28 رجب 1331) فقيه جعفري وشاعر عربي بحراني عاش معظم حياته في العراق العثماني. درس في النجف حتى نال درجة الاجتهاد، فأخذ عن علماءها، منهم مرتضى الأنصاري، ومهدي وعلي كاشف الغطاء. اللذان أجازاه بالاجتهاد وتمثيلهما بولاية البصرة. إلى جانب مهامه الدينية كان أديبًا وشاعرًا، وله مساجلات ومراسلات مع كبار شعراء عصره. وله عدة مؤلفات ومنظومات شعرية دينية، أغلبهم مخطوطة. توفي في البصرة عن عمر ناهز 70 عامًا ودفن في النجف بالعتبة العلوية. 

## سيرته
هو ناصر بن أحمد بن عبد الصمد الموسوي البحراني. ولد سنة 1260 هـ/ 1844 م في البحرين ونشأ في أسرة معروفة تعرف بـآل شبانة. هاجر إلى النجف لاستكمال دراسته، فأخذ عن جملة من أساتذتها، منهم: مرتضى الأنصاري، وراضي النجفي، ومهدي كاشف الغطاء، وعلي كاشف الغطاء اللذان أجازاه بالاجتهاد وتمثيلهما في البصرة.
فأقام ناصر البحراني في البصرة مركز ولاية البصرة العثمانية، وكان زعيمًا دينيًا، وكان له أثرٌ كبير فيها. عرف بمعارضته الإمبراطورية البريطانية. وكان مجلسه في البصرة حاشدًا، وله نفوذٌ قوي على الولاة العثمانيين. قصده الأدباء والعلماء. إلى جانب مهنته الدينية، كان أديبًا وشاعرًا، وله مساجلات ومراسلات مع كبار شعراء عصره، منهم جعفر الحلي.

توفي ناصر البحراني في البصرة يوم 28 رجب 1331/ 2 يوليو (تموز) 1913 ودفن في النجف في الصحن الحيدري للعتبة العلوية. رثاه حسن بن إبراهيم الطباطبائي. وكانت له خزان كتب كبيرة بيعت بالمزاد العلني بعد موته. 

## شعره
جاء في معجم البابطين عنه «شاعر زاهد عابد، شعره، كتبه في الرثاء، خاصة رثاء آل البيت، والفخر بالنفس، والإخوانيات، والتخميس على شعر غيره، خاصة الشاعر العباسي حيص بيص. مطولاته في الرثاء الحسيني تضم أغراضًا عدة، ضمّنها أبياتًا من الحكمة، وعرّج فيها على ذكر بعض المعارك الإسلامية ضد  الشرك، والفخر بالجنود المسلمين.»  ومن شعره كتب إلى جعفر الحلي معتذرًا ومجيبًا عليه:

## آثاره
له مؤلفات مخطوطة، منه:
- «جامع الشتات»
- كتاب في الوحيد
- منظومة في الإمامة
- رسالة في مقدمة الواجب
- «خصائص المؤمنين»
- الكشكول

## وصلات خارجية
- في «بوابة الشعراء»